# Орден (новела)
«О́рден» (фр. Décoré!) — новела французького письменника Гі де Мопассана, видана у 1883 році. Твір розповідає про марнославство пересічного буржуа, яке призводить до подружньої зради в його сім'ї.

## Історія
Гі де Мопассан вперше опублікував «Орден» в газеті «Gil Blas» 13 листопада 1883 року під псевдонімом Монфріньоз. Наступного, 1884 року, він включив новелу до збірки «Сестри Рондолі». Український переклад твору належить Борису Козловському. Новела побачила світ у видавництві «Дніпро» двічі: у восьмитомному зібранні творів Гі де Мопассана (1969—1972) і двотомному виданні вибраних творів письменника (1990).

## Сюжет
З дитинства пан Сакреман мріяв лише про орден Почесного легіону, та не маючи великих розумових здібностей та інших звитяг, у дорослому житті задовольняється роллю багатого, але цілком пересічного буржуа. Втім, чужа слава не дає йому спокою: кожен день пан Сакреман гуляє бульварами, підраховуючи скільки кавалерів різних орденів трапиться йому на очі. Звернувшись по допомогу до депутата Росселена, він отримує невиразну напіввідмову. Сакреман намагається відзначитись на громадському поприщі: починає писати книгу про освіту, висуває недолугі проєкти вуличних бібліотек. Раптом Росселен виявляє до нього прихильність і відправляє кандидата на орден у наукове відрядження.
Сакреман занурюється в бурхливий вир наукових розвідок, але несподівано повернувшись до рідного Руана, вирішує навідати дружину. Його поява вдома серед ночі бентежить жінку, після невеликого переполоху вона зрештою відкриває двері спальні. Роздягаючись, Сакреман помічає у пальті червону стьожку ордена Почесного легіону. Він обурено кидає жінці, що це не його одяг, але та затято заперечує і клянеться, що купила нове пальто йому в подарунок. Що ж стосується ордену, то рішення про нагородження вже прийнято, просто ще не оголошено, і вона припасла цю таємницю на потім. В пальті Сакреман знаходить візитівку депутата Росселена, дружина тлумачить її як доказ того, що друг Сакремана вже потурбувався про нього. Сакреман задовольняється цією відповіддю. Через тиждень він отримує обіцяну нагороду.

## Аналіз твору
В новелі «Орден» Гі де Мопассан звертається до своєї улюбленої теми — відносин між чоловіками і жінками, а також до суспільних вад, таких як лицемірство, марнославство, необ'єктивність. Твір має гостросатиричний характер.
Вже на перших сторінках новели письменник показує цілковиту невідповідність амбіцій Сакремана його дійсним звитягам, точніше, їх повній відсутності. Претендент на нагороду національного масштабу не спромігся отримати навіть найнижчого наукового ступеня бакалавра, книгу «Про право народу на освіту» він не здатен завершити через «вбогість [цієї] думки», його проєкт вуличних бібліотек виглядає благородним, але абсолютно непрактичним. У міністерстві цього невігласа не удостоюють навіть відвертою відмовою. Разом з тим, сам Сакреман не усвідомлює власної пересічності. Усіх орденоносців він підозрює в тому, що вони тримали свої нагороди задарма. Втім, це не зупиняє його від спроби в такий само недостойний спосіб щось випрохати і для себе. Показовою стає і ціна такого корупційного злочину. Хоча і несвідомо, Сакреман розплачується з депутатом Росселеном власною дружиною і чоловічою гідністю.
В українському перекладі назва новели втратила знак оклику (в оригіналі вона звучить як «Орден!»). Ця невелика зміна деякою мірою відбилась на настрої твору, адже за задумом автора сюжет має завершуватись удаваною перемогою негідного претендента на нагороду, і підкреслена знаком оклику радість від отримання ордену лише підкреслює глупоту і справжню втрату недолугого чоловіка.
Завершальна сцена твору із раптовим поверненням чоловіка з відрядження, збентеженням, а потім хвацькою винахідливістю жінки — один з поширених художніх прийомів у творах про подружню зраду. Крім художньої літератури така сюжетна основа притаманна народним анекдотам. Крім того, 1885 році Гі де Мопассан використав сюжет цієї новели для однієї зі сцен свого відомого роману «Любий друг». В ній спійманий на перелюбі коханець-депутат закидає законному чоловікові, що той отримав орден Почесного легіону, прозоро натякаючи на зв'язок між жінкою-перелюбницею і нічим не заслуженою нагородою.